# تسوباسا تاکوچی
تسوباسا تاکوچی (ژاپنی: 竹内 翼؛ زادهٔ ۲۰ مهٔ ۱۹۹۱) یک بازیکن فوتبال اهل ژاپن است.
از باشگاه‌هایی که در آن بازی کرده‌است می‌توان به باشگاه فوتبال فاگیانو اوکایاما اشاره کرد.